# Jacob d'Agar
Jacob d'Agar, född 9 mars 1642 i Paris som Jacques d'Agar, död 16 november 1715 i Köpenhamn, var en fransk porträttmålare.

## Biografi
D'Agar var elev till Ferdinand Vouet. 1675 blev han ledamot av konstakademien i Paris; men efter det nantesiska ediktets upphävande 1685, i egenskap av reformert och därigenom utesluten och tvungen att gå i landsflykt.
Han begav han sig till London, där hans om Mignard påminnande, eleganta stil gjorde lycka i hovkretsarna. Han påverkades där av Peter Lelys proträttmåleri. Då han efter dennes död såg sina chanser minskade sökte han kontakt med det danska hovet och flyttade till Köpenhamn, där han av Kristian V 1683 utnämndes till överhovmålare och kungens kammarjunkare.
Mycket anlitad av hovet undanträngde d'Agar med sitt franska manér det dittills i Danmark härskande holländska porträttmåleriet. Ett av hans många porträtt av Kristian V finnes på Gripsholm. Ojämnheten i hans danska kungaporträtt (på Fredriksborg och ett på Gripsholm) torde delvis få skrivas på medhjälparnas konto. Bäst är som regel damporträtten, av vilka ett par finns på Gaunö.